# Papatlazolco
Papatlazolco är en ort i Mexiko.   Den ligger i kommunen Huauchinango och delstaten Puebla, i den sydöstra delen av landet, 140 km nordost om huvudstaden Mexico City. Papatlazolco ligger 1 313 meter över havet och antalet invånare är 2 048.
Terrängen runt Papatlazolco är lite bergig. Runt Papatlazolco är det ganska tätbefolkat, med 192 invånare per kvadratkilometer. Närmaste större samhälle är Huauchinango, 6,6 km väster om Papatlazolco. I omgivningarna runt Papatlazolco växer i huvudsak blandskog.